# Márcio Amoroso dos Santos
Márcio Amoroso dos Santos (Brasilia, 5 de juliol de 1974) és un exfutbolista brasiler, que ocupava la posició de davanter.

## Trajectòria
Comença la seua carrera el 1992, al Guarani FC. El juliol d'eixe any, és cedit al conjunt japonès del Verdy Kawasaki, retornat al seu país dos anys després. El 1996 és traspassat al Flamengo. El 1996 dona el salt a Europa al fitxar per la Udinese Calcio italiana. Després que Oliver Bierhoff marxés al Milà, va ser el referent atacant dels d'Udine, sent el màxim golejador de la Série A 98/99.
Recalaria a l'AC Parma abans de marxar al Borussia Dortmund. Va ser el fitxatge més car de la competició alemanya (25,5 milions d'euros), on va guanyar la Bundesliga 01/02, sent de nou màxim golejador. Amb el Borussia arriba a la Final de la Copa de la Uefa del 2002, on cauen davant el Feyenoord de Rotterdam per 3 a 2. El brasiler marcaria un gol de penalt. La campanya 04/05 la passaria al Màlaga CF, de la primera divisió espanyola.
retorna al seu país a l'estiu del 2005, fitxant pel São Paulo FC, amb qui s'imposa a la Libertadores. El 2006, després de guanyar el Mundial de Clubs (i sent el màxim golejador del torneig), retorna a la competició italiana amb l'AC Milà, que duraria fins a setembre d'eixe any.
Posteriorment hi milita en equips brasilers com el Corinthians o el Grêmio. Hi roman sis mesos a l'Aris Salònica FC grec, i després d'uns mesos sense equip, signa pel seu primer club, el Guaraní.

## Internacional
Ha estat internacional amb Brasil en 19 ocasions, tot marcant 10 gols. I va participar en la Copa Amèrica de 1999.

## Palmarès
Verdy Kawasaki
- J. League: 1993

Flamengo
- Campionat carioca: 1996

Udinese
- Màxim golejador de la lliga italiana de futbol: 1998-99

Parma
- Supercopa italiana de futbol: 1999

Borussia Dortmund
- Lliga alemanya de futbol: 2001-02
- Màxim golejador de la lliga alemanya de futbol: 2001-02

São Paulo
- Campionat del Món de Clubs de futbol: 2005
- Copa Libertadores: 2005

Brasil
- Copa Amèrica de futbol: 1999